# Justin Huish
Justin Huish (Fountain Valley, Californië, 9 januari 1975) is een Amerikaanse boogschutter.
Hoewel zijn ouders een handboogsportwinkel hadden, begon Huish pas toen hij 14 was met boogschieten. Een jaar later won hij zijn eerste wedstrijd. Huish werd lid van het schietteam van de Verenigde Staten toen hij 18 was.
Op de Olympische Spelen in Atlanta (1996) schoot Huish in de halve finale tegen de Belg Paul Vermeiren en won. In de finale versloeg hij de Zweed Magnus Petersson en sleepte daarmee de gouden medaille in de wacht. Ook met het mannenteam, met teamgenoten Butch Johnson en Rod White, behaalde Huish de gouden medaille.
Huish verdiende in de try-outs ook een plek in de schuttersploeg voor de Spelen in Sydney (2000). Hij werd echter in februari van dat jaar gearresteerd en veroordeeld tot 120 dagen cel wegens bezit van marihuana. Hij gaf zijn plaats in het Olympisch team op en werd daarin vervangen door Rod White. 
In 2004 wilde Huish opnieuw meedoen aan de Spelen, maar hij behaalde geen plaats in het team.
1904: George Bryant ·
1908: William Dod ·
1972: John Williams ·
1976: Darrell Pace ·
1980: Tomi Poikolainen ·
1984: Darrell Pace ·
1988: Jay Barrs ·
1992: Sébastien Flute ·
1996: Justin Huish ·
2000: Simon Fairweather ·
2004: Marco Galiazzo ·
2008: Viktor Roeban ·
2012: Oh Jin-hyek ·
2016: Ku Bon-chan ·
2020: Mete Gazoz ·
2024: Kim Woo-jin
1988: Chun/Lee/Park ·
1992: Holgado/Menéndez/Vázquez ·
1996: Huish/Johnson/White ·
2000: Jang/Kim/Ok ·
2004: Im/Jang/Park ·
2008: Im/Lee/Park ·
2012: Frangilli/Galiazzo/Nespoli ·
2016: Kim/Ku/Lee ·
2020: Kim J/Kim W/Oh ·
2024: Kim J/Kim W/Lee